# Campionati del mondo di ciclismo su strada 1954 - Gara in linea maschile Professionisti
La ventunesima edizione della gara in linea maschile Professionisti dei Campionati del mondo di ciclismo su strada si è svolta il 22 agosto 1959 su un circuito di 15 km da ripetere 16 volte per un percorso totale di 240 km con partenza ed arrivo da Solingen, nella Germania Ovest. La vittoria è stata appannaggio del francese Louison Bobet, il quale ha completato il percorso in 7h24'36", alla media di 33,388 km/h, precedendo lo svizzero Fritz Schär e il lussemburghese Charly Gaul.
Dei 71 ciclisti accreditati alla partenza, 69 presero il via e 22 hanno portato a termine la competizione.

## Il percorso
Percorso collinare con salita al 6,5% a 3 km dal traguardo.

## Squadre partecipanti
| N.     | Cod. | Squadra        |
| ------ | ---- | -------------- |
| 3-4    | AUS  | Australia      |
| 8-18   | BEL  | Belgio         |
| 19-27  | RFT  | Germania Ovest |
| 28-35  | FRA  | Francia        |
| 40-50  | NLD  | Paesi Bassi    |
| 53-62  | ITA  | Italia         |
| 65-68  | LUX  | Lussemburgo    |
| 70-72  | AUT  | Austria        |
| 74-81  | GBR  | Gran Bretagna  |
| 86-93  | ESP  | Spagna         |
| 98-105 | SUI  | Svizzera       |

## Ordine d'arrivo (Top 10)
| Pos. | Corridore        | Squadra     | Tempo    |
| ---- | ---------------- | ----------- | -------- |
| 1    | Louison Bobet    | Francia     | 7h24'36" |
| 2    | Fritz Schär      | Svizzera    | a 12"    |
| 3    | Charly Gaul      | Lussemburgo | a 2'12"  |
| 4    | Michele Gismondi | Italia      | a 3'03"  |
| 5    | Jacques Anquetil | Francia     | s.t.     |
| 6    | Fausto Coppi     | Italia      | a 3'20"  |
| 7    | Robert Varnajo   | Francia     | a 7'35"  |
| 8    | Jean Forestier   | Francia     | a 11'03" |
| 9    | Fred De Bruyne   | Belgio      | s.t.     |
| 10   | Pasquale Fornara | Italia      | s.t.     |